# Shirley Patterson
Shirley Patterson (n. 26 decembrie 1922, Winnipeg, Manitoba, Canada – d. 4 aprilie 1995, Fort Lauderdale, Florida, SUA) a fost o actriță americană de origine canadiană, cunoscută îndeosebi pentru filmele de categorie B în care a jucat între anii 1940 și 1950.

## Rezumat biografic
Născută în Winnipeg, Manitoba (Canada), în unele dintre filmele ei ea a apărut sub numele Shawn Smith.
Patterson și-a început cariera artistică după ce a participat la concursuri de frumusețe din California în 1940. A absolvit Școala Mar-Ken din Sherman Oaks, iar în 1941 a semnat un contract cu Columbia Pictures. De-a lungul carierei sale artistice a participat la un total de patruzeci de filme, la un serial de film și la câteva programe de televiziune.
În 1943, în cele cincisprezece episoade din serialul de film Batman, Patterson a jucat rolul eroinei principale. În 1944 a apărut în „The Vigilantes Ride”, alături de Russell Hayden și Bob Wills. În 1946 a lucrat cu Eddie Dean și Roscoe Ates în filmul Driftin River, lucrând din nou cu ei în același an în Tumbleweed Trail. 
Două dintre ultimele sale filme au fost producțiile de science fiction Unknown Land (1957) și It! The Terror from Beyond Space (1958), în care Ray Corrigan a interpretat o ființă dintr-o altă lume.
Shirley Patterson a murit în 1995 în Fort Lauderdale, Florida, după o lungă luptă împotriva cancerului.